# La Petite Fadette (téléfilm)

La Petite Fadette est un téléfilm français réalisé par Michaëla Watteaux, adapté du roman de George Sand, diffusé en 2004.

## Synopsis
Landry fait la connaissance de Fadette, une sauvageonne rebelle que tout le pays prend pour une sorcière, et il en tombe amoureux. Mais la dépendance de Landry à l'égard de Sylvinet, son frère jumeau, rend cet amour impossible.

## Fiche technique
- Titre : La Petite Fadette
- Réalisation : Michaëla Watteaux
- Scénario : Gabrielle Borile, d'après La Petite Fadette de George Sand
- Musique : Stéphane Moucha
- Image : Ivan Kozelka
- Son : Pierre Donnadieu
- Décors : Richard Cahours
- Costumes : Agnès Nègre
- Montage : Marc Daquin
- Production : Alain Degove, Erika Wicke
- Société de production : Murmures Production, France 2
- Pays d'origine : France
- Format : Couleurs - 1,85:1 - Stéréo - HDTV
- Genre : Drame
- Durée : 95 minutes
- Date de sortie : 20 décembre 2004 sur France 2

## Distribution
- Mélanie Bernier : Fadette
- Jérémie Renier : Landry
- Richard Bohringer : Le père Barbeau
- Annie Girardot : La mère Fadet
- Maximilien Muller : Sylvinet
- Julie Judd : Madelon
- Manuela Servais : La mère Barbeau
- Pascal Elso : Le père Caillaud
- Françoise Michaud : La mère Caillaud
- Guillaume Malavoy : Auguste
- Nicolas Giraud : Vincent
- Gaël Deviller : La sœur n° 1
- Floriane Devigne : La sœur n° 2
- Lucas Le Bars : Le Sauteriot